# پسری متفاوت
« پسری متفاوت» تک‌آهنگی از هنرمند اهل کانادا سلین دیون است که در ۲۸ ژوئن ۱۹۹۳ منتشر شد.